# پروژه‌های تحقق‌نیافته دیوید فینچر
در زیر فهرستی از پروژه‌های تولیدنشدهٔ دیوید فینچر به ترتیب زمانی تقریبی آمده است. دیوید فینچر فیلم‌ساز آمریکایی در طول حرفهٔ خود روی تعدادی از پروژه‌ها کار کرده است که هرگز فراتر از مرحلهٔ پیش از تولید زیر نظر او پیشرفت نکردند. برخی از این پروژه‌ها در برزخ توسعه سقوط کردند، رسمأ لغو شدند یا گروه‌های دیگری تولیدشان کردند.

## دهه ۱۹۹۰

### میدان عشق
در آوریل ۱۹۹۰، لس آنجلس تایمز گزارش داد که فینچر قرار است نخستین فیلم بلند خود را برپایهٔ نمایشنامه میدان عشق (Love Field)، دربارهٔ مردی که به لی هاروی اسوالد تیراندازی کرد بسازد. با این حال، فینچر از پروژه کنار رفت و کارگردان اسکاتلندی جان مکنزی جایگزین او شد؛ این فیلم بعدها روبی (۱۹۹۲) نام گرفت.

### مدونا: جرئت یا حقیقت
الک کشیشیان در مصاحبه‌ای لو داد که فینچر، برای کارگردانی مستند موسیقی جرئت یا حقیقت از مدونا در نظر گرفته شده و پیش از این، سه موزیک ویدئوی  مدونا را کارگردانی کرده بود. با این حال، فینچر و مدونا بعداً با هم نزاع کردند و کشیشیان سپس برای کارگردانی انتخاب شد.

### انتقام‌جویان
پس از بیگانه ۳ (۱۹۹۲)، فینچر برای مدت کوتاهی به فکر کارگردانی اقتباس سینمایی برپایهٔ مجموعه جاسوسی بریتانیایی انتقام‌جویان بود، که آن را «نسخه‌ای باعظمت، صفحه عریض [و] سیاه‌وسفید، یک‌جوری باحال، یک ماد دهه‌شصتی واقعی» می‌دید. او ظاهراً همینطور می‌خواست چارلز دنس را برای نقش جان استید انتخاب کند، با این حال ریف فاینز در نهایت نقش را در فیلم نهایی به کارگردانی جرمیا اس. چچیک بازی کرد.

### گولدن‌آی
فینچر ادعا کرد که در حال مذاکره برای کارگردانی یک فیلم «پسا-تیموتی دالتون» از جیمز باند است؛ نخستین بازی مهم پیرس برازنان که در نهایت تبدیل به گولدن‌آی شد. «باورم کنید، آن‌ها نمی‌خواستند [حرفی] از من بشنوند. افرادی که صاحب آن فرنچایز هستند، ایدهٔ بسیار خوبی از آنچه فکر می‌کنند هست دارند.»

### فرشتگان مغضوب(فصل ۲)
درست پیش از اینکه هفت (۱۹۹۵) چراغ سبز بگیرد، فینچر قرار بود قسمتی از فصل دوم فرشتگان مغضوب (‎۱۹۹۳–۱۹۹۵) را برای شبکه شوتایم کارگردانی کند.

### آسمان دارد پایین می‌آید
در سال ۱۹۹۵، فینچر در حال مذاکره با ترایستار پیکچرز برای کارگردانی آسمان دارد پایین می‌آید (The Sky Is Falling) برپایهٔ یک فیلمنامهٔ گمانی بود که توسط هاوارد راث و اریک وارن سینگر دربارهٔ دو روحانی در حفاری باستان‌شناسی که وجود خدا را ثابت می‌کند، نوشته شده بود. این فیلم در نهایت چراغ سبزی نگرفت.

### اتاق شلوغ
پس از هفت، فینچر به کارگردانی پروژهٔ طولانی‌مدت اتاق شلوغ فکر کرد و برد پیت را برای نقش بیلی میلیگان در نظر گرفت. رمان آن به نام افکار بیلی میلیگان (۱۹۸۱)، در نهایت در سال ۲۰۲۳ به یک مینی‌سریال تبدیل شد.

### تیغه
دیوید اس. گویر در مصاحبه‌ای با مووی‌وب لو داد که فینچر در یک مقطع زمانی، در حال کارگردانی نخستین اقتباس از کتاب‌های کمیک شخصیت بلید بود و حتی فیلمنامه را با گویر گسترش داد.

### شیکاگو
فینچر از جملهٔ چندین کارگردانی بود که در دههٔ ۱۹۹۰ برای کارگردانی فیلمی از موزیکال برادوی به نام شیکاگو (۱۹۷۵) اثر باب فاسی مورد استقبال قرار گرفتند، که در نهایت راب مارشال آن را کارگردانی کرد.

### نگهبان شب
در حالی که فینچر در سال ۱۹۹۷ منتظر پیوستن برد پیت به باشگاه مبارزه (۱۹۹۷) بود، برای کارگردانی نگهبان شب شروع به مذاکره کرد؛ که فیلمنامه‌اش را جیمز الروی برای نیو ریجنسی و برادران وارنر نوشته بود. این فیلم بعداً با عنوان سلاطین خیابان در سال ۲۰۰۵ ساخته شد.

### مکزیکی
پس از پایان فیلم‌برداری باشگاه مبارزه، برد پیت فیلمنامهٔ فیلم مکزیکی را به فینچر داد، فینچر می‌خواست فیلم را کارگردانی کند اما در آن هنگام سرش به حدی شلوغ بود که نمی‌توانست این کار را انجام دهد. گور وربینسکی جای او کارگردان شد.

### مرد عنکبوتی
در نوامبر ۱۹۹۹، کلمبیا پیکچرز فینچر را از کارگردانان بالقوه برای ساخت مرد عنکبوتی، اقتباسی لایو-اکشن از شخصیت مارول کامیکس، دانست و او را در فهرست نهایی قرار داد. فینچر نسخه‌ای بزرگ‌تر و باتجربه از شخصیت اصلی را در سال‌های بزرگسالی و پس از نوجوانی‌اش به نمایش گذاشت، که در کنار عکاسی به مبارزه با جرم و جنایت می‌پرداخت و این شخصیت استوارتر بود و بیشتر به داستان کشیده می‌شد. او همچنین می‌خواست که این فیلم یک سکانس مهم ده دقیقه‌ای داشته باشد که به پس‌زمینهٔ پیتر پارکر بپردازد و در آن گرین گابلین در حال کشتن گوئن استیسی باشد. فینچر بعداً در این باره گفت: «من وارد شدم و به آن‌ها گفتم که ممکن است به انجام چه کاری علاقه‌مند باشم و آن‌ها ازش متنفر بودند.» سم ریمی در نهایت کارگردان شد.

## دهه ۲۰۰۰

### مسافران
در ژانویهٔ ۲۰۰۰، فینچر برای کارگردانی فیلم مسافران، اقتباسی از داستانی کوتاه به همین نام اثر رابرت سیلوربرگ در سال ۱۹۶۹، به یواس‌ای فیلمز معرفی شد. مایکل لاندن تهیه‌کنندگی و گرگ پروس، که قبلاً در بیگانه ۳ (۱۹۹۲) هنرمند مفهومی بود، اقتباس داستان را برعهده داشتند. قرار بود بودجه بیش از ۳۰ میلیون دلار نباشد. در سال ۲۰۰۲، این ایت کول نیوز گزارش داد که فینچر دیگر کارگردانی نمی‌کند، اما همچنان تولید این فیلم را برعهده خواهد داشت و در جستجوی جایگزین است.

### اگه می‌تونی منو بگیر
در آوریل ۲۰۰۰، فینچر برای چند ماه درگیر کارگردانی فیلم اگه می‌تونی منو بگیر شد، اما کنار رفت تا اتاق پناهگاه (۲۰۰۲) را کارگردانی کند.

### ماهی مرکب
فینچر و آرت لینسون فیلمنامه‌ای از دیوید آیر را در آوریل ۲۰۰۰ خریداری کردند، داستانی دربارهٔ سن بلوغ که در یک زیردریایی هسته‌ای در طول جنگ سرد اتفاق می‌افتد (Squids). فیلم هرگز بیشتر از این پیش نرفت و در سال ۲۰۱۲، آیر دربارهٔ فیلمنامه منفی صحبت کرد و آن را «نامطلوب» نامید.

### راه‌بلد
در مهٔ ۲۰۰۰، فینچر درگیر کارگردانی فیلم اکشن راه‌بلد (Pathfinder) نوشتهٔ جان پاتریک شنلی شد که دربارهٔ یک مأمور سیا است که تلاش می‌کند هم‌سلولی پیشین خود را از منفجر کردن پلوتونیم دزدیده‌شده باز دارد.

### آن‌ها به تنهایی جنگیدند
فینچر در اوت ۲۰۰۰ مذاکره را برای کارگردانی فیلمی درباره سرهنگ وندل فرتیگ شروع کرد، سربازی که در طول جنگ جهانی دوم در فیلیپین خدمت می‌کرد (They Fought Alone). فیلمنامه را ویلیام نیکلسون نوشت. فینچر در ژانویهٔ ۲۰۰۹ قصد خود برای کارگردانی را تکرار کرد و لو داد که رابرت تاون، برای بازنویسی فیلمنامه آورده شده بود و فینچر همچنین می‌خواست برد پیت نقش فرتیگ را بازی کند.

### خشکیده
در نوامبر ۲۰۰۰، فینچر قرار بود اقتباسی از خاطرات آنتونی بوردین به نام آشپزخانه پنهانی (۲۰۰۰) را کارگردانی کند (Seared)؛ آرت لینسون تهیه‌کنندگی آن را برعهده داشت و برد پیت ظاهراً علاقه‌مند به بازی در کنار بنیسیو دل تورو بود. این پروژه قرار بود هنگامی فیلم‌برداری شود که فینچر اتاق پناهگاه را تکمیل کرد. این کتاب در عوض برای تلویزیون با عنوان آشپزخانه پنهانی با بازی بردلی کوپر اقتباس شد، که در یک فصل و چهار قسمت در سال ۲۰۰۵ پخش شد.

### صورتی شیمیایی
در مارس ۲۰۰۱، فینچر حقوق رمان ۲۰۰۱ کیتی آرنولدی را که در دنیای بدن‌سازی اتفاق می‌افتاد، با تهیه‌کنندگی آرت لینسون و چاک پالانیک به دست آورد (Chemical Pink). فینچر در نهایت از پروژه خارج شد و یوناس اوکرلوند کارگردان شد. پروژه در پایان همهٔ این‌ها غیرفعال شد.

### سرسخت
در اوت ۲۰۰۱، فینچر برای کارگردانی اقتباسی از مجموعه کتاب‌های کمیک سرسخت در سه شماره اثر فرانک میلر معرفی شد که قرار بود نیکلاس کیج در آن نقش اصلی را بازی کند.

### ملاقات با راما
در اوایل سال ۲۰۰۱، فینچر برای کارگردانی اقتباسی از ملاقات با راما (۱۹۷۳) اثر آرتور سی. کلارک به پروژه‌ای پیوست که قرار بود مورگان فریمن در آن بازی کند. فینچر در سال ۲۰۰۷ بیان کرد که هنوز قصد کارگردانی دارد، اما در سال ۲۰۰۸ اعلام کرد که ساخت این فیلم بعید به نظر می‌رسد زیرا هیچ فیلمنامه‌ای نوشته نشده است. فینچر در سال ۲۰۱۰ تمایل خود را برای ساختن فیلم تکرار کرد، اما هنوز در جستجوی فیلمنامه‌ای مناسب بود. در مصاحبه‌ای با امپایر، که در آن خوانندگان از فینچر سؤالات متعددی پرسیدند، او از این فیلم با عنوان «فیلم غول‌آسا و گرانی که هیچ اسباب‌بازی نداشت» یاد کرد. در دسامبر ۲۰۲۱، اعلام شد که دنی ویلنوو کارگردان اقتباسی برای الکان انترتینمنت خواهد شد و فریمن تهیه‌کنندهٔ آن می‌شود.

### اعترافات یک ذهن خطرناک
جرج کلونی در مصاحبه‌ای با بی‌بی‌سی لو داد که فینچر، یکی از خیلی کارگردان‌هایی بود که برای کارگردانی این فیلم در نظر گرفته شده بودند.

### شیر، کمد و جادوگر
در دسامبر ۲۰۰۱، والدن مدیا اعلام کرد که حقوق هر هفت رمان فانتزی کودکان سرگذشت نارنیا (‎۱۹۵۰–۱۹۵۶) را برای ساخت فیلم به دست آورده است. فیلیپ انشوتس به زودی دنبال چندین فیلم‌ساز از جمله فینچر رفت که می‌خواست اولین فیلم این مجموعه را کارگردانی کند. تا اینکه در مارس ۲۰۰۲، اندرو آدامسون کارگردانی را برعهده گرفت.

### مأموریت: غیرممکن ۳
در آوریل ۲۰۰۲، تام کروز به دنبال فینچر برای کارگردانی قسمت سوم فرنچایز مأموریت: غیرممکن بود. فینچر به دنبال این بود که فیلم را «واقعاً خشن» بسازد. اگرچه او در نهایت از این فیلم کناره‌گیری کرد و در مصاحبه‌ای با ام‌تی‌وی در سال ۲۰۰۸ گفت: «فکر می‌کنم مشکل فیلم‌های سوم این است که افرادی که از آن‌ها پشتیبانی مالی می‌کنند، در مورد چگونگی ساخته شدنشان و آنچه باید باشند، خِبره هستند. در آن مرحله، هنگامی که شما صاحب فرنچایزی مانند آن هستید، می‌خواهید از شر هرگونه دیدگاه اضافی خلاص شوید. من آدمی نیستم که بگویم بیا دو مورد آخر را ببینیم تا ببینم برای چه تلاش می‌کنی. شما هرگز نخواهید شنید که بگویم هرجور که برای تو آسان‌تره.»

### تجدید حیات پیتر پراود
در مهٔ ۲۰۰۲، گزارش شد که فینچر در حال مذاکره برای کارگردانی دومین اقتباس از رمان ۱۹۷۴ برای پارامونت پیکچرز است. او در نوامبر ۲۰۰۹ رسماً به کارگردانی پیوست، با حقوق بازسازی تحت کلمبیا پیکچرز. اندرو کوین واکر برای نوشتن فیلمنامه به پروژه پیوست، که از زمان هفت مجدداً با فینچر همکاری می‌کرد. یک بازسازی/اقتباس متفاوت از دیوید اس. گویر در سال ۲۰۲۱ به‌عنوان اولین پروژه تحت قرارداد تازه میان ویلیج رودشو پیکچرز و فانتوم فور فیلمز برای تولید فیلم‌های بلند اعلام شد. شان دورکین نویسندگی و کارگردانی این فیلم را برعهده دارد.

### بمان
طبق گزارش‌ها در سال ۲۰۰۲، قرار بوده است که فینچر فیلمنامه‌ای گمانی از دیوید بنیاف را کارگردانی کند، این در ستونی دربارهٔ بنیاف نوشته شده بود. این فیلم در نهایت به کارگردانی مارک فورستر در سال ۲۰۰۵ اکران شد.

### لردهای داگ‌تاون
فینچر در ژانویهٔ ۲۰۰۳ برای جایگزینی موسیقی‌دان فرد درست در فیلم زندگی‌نامه‌ای اسکیت‌برد استخدام شد، اما به دلیل بودجه و اختلافات فلسفی با سونی پیکچرز از آن خارج شد. کاترین هاردویک محصول نهایی را کارگردانی کرد.

### ددوود
به گفته فینچر، او «دو میلی‌متر از بله گفتن به کارگردانی قسمت آزمایشی» سریال وسترن ددوود (‎۲۰۰۴–۲۰۰۶) از اچ‌بی‌او فاصله داشت، زیرا عاشق تِلِه‌پِلِی دیوید میلچ بود. والتر هیل به جای او قسمت را کارگردانی کرد.

### مراقب
در اوت ۲۰۰۳، گزارش شد که فینچر فیلمنامهٔ گمانی نوشتهٔ اسکات فرانک را برای دریم‌ورکس پیکچرز کارگردانی می‌کند. فینچر و فرانک فیلمنامه را گسترش دادند و مشارکت‌های فینچر، بعداً در فیلم نهایی به نمایش درآمدند. پس از انصراف فینچر، دریم‌ورکس نیز فیلم را رها کرد و فیلم بعداً به کارگردانی خود فرانک، در میرامکس پذیرفته شد. این فیلم در نهایت در سال ۲۰۰۷ اکران شد و نقدهای مثبتی دریافت کرد.

### همسر مسافر زمان
در حدود سال ۲۰۰۴، فینچر به کارگردانی اقتباس سینمایی همسر مسافر زمان (۲۰۰۳) اثر ادری نیفنگر برای مدت کوتاهی ابراز علاقه کرده بود. روبرت شونتکه در سال ۲۰۰۵ وارد مذاکرات نهایی برای کارگردانی آن شد و فیلم در سال ۲۰۰۹ اکران شد.

### خاکی
در سال ۲۰۰۱، ریچ ویلکز اقتباسی از زندگی‌نامهٔ ماتلی کرو را به نام خاکی منتشر کرد که فینچر قصد داشت آن را کارگردانی کند، اما ویلکز بعداً درباره‌اش گفت که «یک‌جورهایی رها شد». بلافاصله پس از آن در سال ۲۰۰۶، لری چارلز برای کارگردانی فیلمنامهٔ او انتخاب شد. این فیلم در نهایت در سال ۲۰۱۵ دوباره به جریان انداخته شد و جف ترمین، کارگردانی آن را برعهده گرفت. فینچر بعداً با ویلکز همکاری کرد، هنگامی که او را برای نوشتن قسمت آزمایشی سریال ناتمام ویدیوسین‌کریزی استخدام کرد.

### کوکب سیاه
پیش از فیلم ۲۰۰۶ به کارگردانی برایان دی پالما، فینچر قصد داشت رمان کوکب سیاه (۱۹۸۷) اثر جیمز الروی را به یک مینی‌سریال ۵ قسمتی با بودجه ۸۰ میلیون دلار و بازی تام کروز اقتباس کند. در سال ۲۰۱۳، یک اقتباس از رمان گرافیکی منتشر شد که فینچر اجازهٔ اقتباس از آن را داشت.

### تنه
در سال ۲۰۰۶ اعلام شد که فینچر کارگردانی اقتباسی از رمان گرافیکی تنه (‎۱۹۹۸–۱۹۹۹) اثر برایان مایکل بندیس و مارک آندریکو را برعهده گرفته که دربارهٔ الیوت نس و تحقیقات او در مورد قاتل تنه‌های کلیولند است. در ژانویهٔ ۲۰۰۸، فینچر نشان داد که پروژه قرار نیست یک فیلم قاتل زنجیره‌ای باشد: «این دربارهٔ ساختارشکنی اسطوره‌ای الیوت نس است. بیشتر به همشهری کین می‌خورد تا به هفت.» ایرن کروگر فیلمنامه را نوشت. در دسامبر ۲۰۰۸، فینچر گفت که این اقتباسی خیلی وفادار به کمیک نخواهد بود. شایعه شده بود که مت دیمون، ریچل مک‌آدامز، کیسی افلک و گری اولدمن قرار است که در فیلم بازی کنند، البته همهٔ این‌ها پیش از این بود که پارامونت پیکچرز با وقفه‌ای در ژانویهٔ ۲۰۰۹، حقوق کمیک را به دست بیاورد.

### زندگی دوم
در سال ۲۰۰۷، فینچر پیتر استران را انتخاب کرد تا رمان زندگی دوم اثر تیم گست را به یک فیلمنامه اقتباس کند.

### ترس
دیوید کج‌گنیک از رمان ۲۰۰۷ ترس فیلمنامه‌ای اقتباس کرد که قرار بود فینچر آن را کارگردانی کند. دوازده سال بعد، اقتباس او تبدیل به یک سریال ده‌قسمتی در شبکهٔ ام‌ای‌سی شد.

### موزیکال برادویباشگاه مبارزه
در ژانویهٔ ۲۰۰۸، فینچر بیان کرد که برای دهمین سالگرد فیلمش باشگاه مبارزه، می‌خواهد داستان چاک پالانیک را به یک موزیکال برادوی تبدیل کند، اگرچه این ایده هرگز به نتیجه نرسید.

### لالایی
فینچر همچنین به اقتباس از رمان لالایی (۲۰۰۲) اثر پالانیک ابراز علاقه کرد، اما افزود که «تقریباً [باید] کمی ناامید شود تا بتواند روی فیلم کار کند».

### سیاه‌چاله
در فوریهٔ ۲۰۰۸، فینچر به کارگردانی اقتباسی از رمان گرافیکی تحسین‌شدهٔ چارلز برنز به نام سیاه‌چاله (‎۱۹۹۵–۲۰۰۵) برای پلن بی انترتینمنت پیوست. او رسماً در سال ۲۰۱۰ انصراف داد تا دختری با خالکوبی اژدها را کارگردانی کند، اگرچه در سال ۲۰۱۳ برای مدتی کوتاه گزارش شد که او بازگشته است. در سال ۲۰۱۸، گزارش شد که ریک فامویی‌وا با تأمین مالی نیو ریجنسی کارگردانی این فیلم را برعهده خواهد داشت.

### هوی متال
در مارس ۲۰۰۸، اعلام شد که فینچر قرار است بازسازی فیلم ۱۹۸۱ را برپایهٔ مجلهٔ هوی متال تولید کند. برنامه‌ریزی شده بود که در هشت یا نه بخش باشد و فینچر، جیمز کامرون، زک اسنایدر، کوین ایستمن، تیم میلر و مارک آزبرن کارگردانی بخش‌هایی را برعهده بگیرند و گزارش شده است که گیرمو دل تورو و گور وربینسکی نیز علاقه‌مند به شرکت در آن بوده‌اند. تینیشس دی آهنگی برای این فیلم نوشته بود و جک بلک نیز قرار بود در بخش آزبرن ظاهر شود.
این پروژه ابتدا در پارامونت پیکچرز بود، اما این استودیو در سال ۲۰۰۸ کنارش گذاشت. در نهایت، رابرت رودریگز حقوق فیلم هوی متال را به دست آورد و عملاً نسخهٔ فینچر را لغو کرد.

### کارآگاه خودکار
فینچر حقوق رمان ای. لی مارتینز را در ژوئیهٔ ۲۰۰۸ به دست آورد و قصد داشت این فیلم را با بلور استودیو بسازد.

### شیطان در شهر سفید
در ۸ دسامبر ۲۰۰۸، فیلمنامه‌نویس اریک راث گزارش داد که فینچر به کارگردانی فیلمنامهٔ اقتباسی او از شیطان در شهر سفید (۲۰۰۳) اثر اریک لارسن، که در سال ۱۸۹۳ در نمایشگاه جهانی کلمبیا می‌گذرد، ابراز علاقه کرده است.

### سرآشپز
فینچر در ۱۹ دسامبر ۲۰۰۸ دربارهٔ پروژه‌ای که به دنبال انجام آن در دنیای تزئین غذا بود بحث کرد و کیانو ریوز هم در آن بازی می‌کرد. در سال ۲۰۱۰، این پروژه «مُرده» در نظر گرفته شد. این فیلم در نهایت در سال ۲۰۱۵ با عنوان سوخته به کارگردانی جان ولز و بازی بردلی کوپر اکران شد.

### کلمباین
پس از انتشار کتاب کلمباین (Columbine) اثر دیو کالن در سال ۲۰۰۹، که در نهایت در سال ۲۰۱۴ به صورت نمایشنامه اقتباس شد، فینچر در نظر گرفت که به فیلم تبدیلش کند، اما این ایده به دلیل ماهیت حساس آن کنار گذاشته شد.

## دهه ۲۰۱۰

### سه‌گانه فیلمگرگ تنها و توله
فینچر، تیم میلر و اندرو کوین واکر در دههٔ ۲۰۱۰ در حال ساخت فیلمی با بودجهٔ کلان برپایهٔ مجموعه مانگای ژاپنی گرگ تنها و توله (‎۱۹۷۰–۱۹۷۶) بودند و قصد داشتند از روی این مانگا، یک سه‌گانهٔ فیلم برای یونیورسال پیکچرز عرضه کنند. به گفتهٔ میلر، فینچر قصد داشت با استفاده از سی‌جی‌آی، فیلم را فوتورئالیستی بسازد تا چین قرون وسطی بازسازی شود، اما یونیورسال نتوانست حقوق داستان را به دست بیاورد، بنابراین فینچر دنبال پروژه‌های دیگر رفت. جاستین لین بعداً کارگردانی را برعهده گرفت و در سال ۲۰۱۷، پارامونت پیکچرز این پروژه را احیا کرد.

### نردلند
فینچر اولین کسی بود که فیلمنامهٔ کمدی نردلند اثر اندرو کوین واکر را کارگردانی کرد، آنان در آغاز قصد داشتند که از روی فیلمنامه لایو-اکشن بسازند و مستقلاً بودجه‌اش را تأمین کنند. چندین بازیگر از جمله زک گالیفیناکیس، باب ادنکیرک و جان انیس برای خواندن فیلمنامه وارد شدند. فینچر به پروژه‌های دیگری پرداخت و فیلمنامهٔ واکر در نهایت در سال ۲۰۱۶ به یک پویانمایی تبدیل شد.

### ۲۰٬۰۰۰ فرسنگ زیر دریا
فینچر در سال ۲۰۱۰ اعلام کرد که قرار است بازسازی فیلم ۱۹۵۴ دیزنی را کارگردانی کند و اسکات زد. برنس فیلمنامهٔ آن را بنویسد. در آغاز قرار بود فیلم‌برداری در اواخر سال ۲۰۱۲ آغاز شود و می‌خواستند برد پیت در آن نقش‌آفرینی کند. با این حال، پیت این نقش را رد می‌کند. این محصول انگیزه‌ای ۲۰ میلیون دلاری برای فیلم‌برداری در استرالیا دریافت کرد، اما فینچر در ژوئیهٔ ۲۰۱۳ از پروژه خارج شد، به دلیل اختلافاتش با دیزنی دربارهٔ بازیگران، زیرا او می‌خواست چنینگ تیتوم نقش اصلی را بازی کند، اما دیزنی کریس همسورث را می‌خواست.

### کلئوپاترا
فینچر در مارس ۲۰۱۱ درگیر روایت تازه‌ای از زندگی کلئوپاترا با بازی آنجلینا جولی شد. فینچر بعداً در همان سال شرکت خود در پروژه را تأیید کرد و گفت که اریک راث، در حال کار روی فیلمنامه است و فینچر دنبال ساخت آن به سبک معمولی شمشیر و صندل نیست. او این پروژه را در اوت ۲۰۱۲ ترک کرد. 

### دختری که با آتش بازی کرد
پس از انتشار دختری با خالکوبی اژدها در دسامبر ۲۰۱۱، اقتباس آمریکایی رمان استیگ لارسن، فینچر لو داد که می‌خواسته دنباله‌های دختری که با آتش بازی کرد (۲۰۰۶) و دختری که به لانه زنبور لگد زد (۲۰۰۷) را «پیاپی» بسازد. استیون زایلیان و اندرو کوین واکر در مراحل مختلف به ویرایش فیلمنامهٔ اولی پرداختند. پس از انتشار رمان دختری در تار عنکبوت (۲۰۱۵) اثر دیوید لاگرکرانتس، سونی پیکچرز تصمیم گرفت مجموعه را با اقتباسی از رمان جدید دوباره راه‌اندازی کند. فیلم دختری در تار عنکبوت در سال ۲۰۱۸ به کارگردانی فده آلوارز و بازی کلر فوی منتشر شد. فینچر تهیه‌کنندهٔ اجرایی آن بود.

### زندگی‌نامهٔ بدون عنوان گروه موسیقی کوئین
در اوایل سال ۲۰۱۰، فیلم زندگی‌نامه‌ای گروه کوئین با بازی ساشا بارون کوهن در نقش فردی مرکوری و به نویسندگی پیتر مورگان در حال گسترش بود. در این هنگام، فینچر و چندین نفر دیگر از جمله تام هوپر و استیون فریرز، فیلم زندگی‌نامهٔ کوئین را پروژه‌ای بالقوه قلمداد کردند. فینچر که تحت تأثیر عکس‌های آزمایشی کوهن در نقش مرکوری قرار گرفته بود، برای کارگردانی این فیلم کمپین کرد اما گروه او را رد کردند. در سال ۲۰۱۳، کوهن برای اختلاف در ساخت فیلم با یکی از اعضا، رسماً از پروژه خارج شد و رامی ملک به جای او نقش مرکوری را در بوهمین راپسودی (۲۰۱۸) بازی کرد.

### ویدیوسین‌کریزی
در ژوئن ۲۰۱۵، اچ‌بی‌او تولید این سریال کمدی نیم‌ساعته (Videosyncrazy) را پس از فیلم‌برداری ‎۴–۵ قسمت، متوقف کرد که فینچر چند قسمتش را کارگردانی کرده بود. سریال در سال ۱۹۸۳ اتفاق می‌افتاد و چارلی رو، سم پیج، جیسون فلمینگ، کری کندن، الیزابت لیل، کوربین برنسن و پاز وگا در آن بازی می‌کردند؛ داستان آن دربارهٔ ترک دانشگاه و نقل مکان به هالیوود با آرزوی ساخت یک حماسهٔ علمی-تخیلی است که در نهایت به کار روی موزیک ویدئوها ختم می‌شود. فصل یک قرار بود با ساخت موزیک ویدئوی «مترو» از گروه برلین محصول ۱۹۸۱ آغاز شود و با فیلم‌برداری تریلر مایکل جکسون (۱۹۸۳) به پایان برسد. ریچ ویلکز و باب استیفنسن نیز سریال را نوشته بودند. ویلکز آن را «نمایشی نیم‌ساعته در رگ‌وریشهٔ چیزی مثل دارودسته یا معاون رئیس‌جمهور» توصیف کرد.

### آرمان‌شهر
فینچر در ژوئیهٔ ۲۰۱۳ به ساخت یک بازسازی آمریکایی از مجموعه تلویزیونی بریتانیایی آرمان‌شهر (‎۲۰۱۳–۲۰۱۴) علاقه‌مند شد. در فوریهٔ ۲۰۱۴، او با نویسنده گیلین فلین همکاری کرد و گسترش سریال در اچ‌بی‌او را آغاز کرد که به آن سفارش سریال داده بود. فینچر قرار بود تمام قسمت‌های فصل ۱ سریال را با نویسندگی فلین کارگردانی کند. در این سریال رونی مارا، کلم فیور، اریک مک‌کورمک، دالاس رابرتس، جیسون ریتر، براندون اسکات و اگنس دین بازی می‌کردند. اچ‌بی‌او پروژه را در اوت ۲۰۱۵ به دلیل مشکلات بودجه لغو کرد. فینچر در مصاحبه‌ای در اکتبر ۲۰۱۷ گفت که لغو پروژه به دلیل اختلاف نظر خاصی بر سر ۹ میلیون دلار بوده است. آمازون استودیوز این سریال را در سال ۲۰۱۸ پذیرفت و فلین خالق، تهیه‌کنندهٔ اجرایی و مجری برنامه باقی ماند. همراه با ویدیوسین‌کریزی و آرمان‌شهر، سومین سریال از قرارداد اچ‌بی‌او به نام شیک‌داون (Shakedown) که در ژانر نوآر و ۵۰ قسمت بود هم متوقف شد.

### استیو جابز
فینچر در فوریهٔ ۲۰۱۴ وارد مذاکرات اولیه برای کارگردانی یک فیلم زندگی‌نامه درباره استیو جابز، بنیان‌گذار سازمانی اپل شد. با این حال، او در ماه آوریل به دلیل اختلافات قراردادی کنار گرفت.

### گنجشک سرخ
در ژوئن ۲۰۱۴، گزارش شد که فینچر علاقه‌مند به کارگردانی فیلمنامهٔ اقتباسی اریک وارن سینگر از رمان جاسوسی جیسون متیوز به نام گنجشک سرخ (۲۰۱۳) در فاکس بود و می‌خواست دوباره با رونی مارا برای نقش اصلی همکاری کند. برای فیلم نهایی، از فیلمنامهٔ جاستین هیث استفاده شد، فرانسیس لارنس کارگردانی کرد و جنیفر لارنس بازی کرد.

### دنباله‌هایجنگ ستارگان
در سپتامبر ۲۰۱۴، فینچر لو داد با کاتلین کندی دربارهٔ کارگردانی احتمالی برای جنگ ستارگان: قسمت هفتم (Star Wars: Episode VII) صحبت کرده است. ایدهٔ فینچر این بود که فیلم را شبیه موردعلاقه‌اش در این مجموعه امپراتوری ضربه می‌زند (۱۹۸۰) بسازد و همین‌طور او سریال را «داستان دو برده می‌دانست که از صاحبی به صاحب دیگری می‌روند و شاهد نادانی اربابان خود هستند، حماقت نهایی انسان.» در مصاحبهٔ بعدی با امپایر، فینچر گفت که به او پیشنهاد شده بود قسمت نهم را کارگردانی کند، اما پیشنهاد را رد کرد زیرا به دلیل فشار همه‌چیز در «فیلم‌سازی فرنچایز» به آن علاقه نداشت.

### شیک‌داون
شیک‌داون (Shakedown) که در دسامبر ۲۰۱۴ معرفی شد، قرار بود یک سریال اچ‌بی‌او به کارگردانی فینچر و نویسندگی جیمز الروی باشد. این فیلم قرار بود در دنیای پرمخاطرهٔ دههٔ ۱۹۵۰ لس آنجلس اتفاق بیفتد و از زندگی یک بازرس خصوصی به نام فرد اوتاش الهام گرفته بود، که «کارراه‌انداز» هالیوود نامیده می‌شد. گزارش شده است که این یک سریال غیراقتباسی نوشتهٔ الروی است و نه اقتباسی از داستان کوتاه او به همین نام در سال ۲۰۱۲، که آن هم دربارهٔ اوتاش است.

### بیگانگان
در ژانویهٔ ۲۰۱۵ گزارش شد که فینچر قرار است دوباره با بن افلک، بازیگر فیلم دختر گمشده (۲۰۱۴) و فیلمنامه‌نویس گیلین فلین، در به‌روزرسانی نوین فیلم بیگانگان در ترن (۱۹۵۱) اثر آلفرد هیچکاک برای برادران وارنر همکاری کند. در مصاحبه‌ای در ژوئیهٔ ۲۰۱۵، فلین گفت که هر سه نفر در آن هنگام «بیش از حد خودشان را وقف» کرده بودند.

### جنگ جهانی زد ۲
فینچر در ژوئن ۲۰۱۷ برای کارگردانی دنبالهٔ جنگ جهانی زد (۲۰۱۳) استخدام شد و فیلم‌برداری آن، قرار بود در ژوئن ۲۰۱۹ آغاز شود. پارامونت پیکچرز این پروژه را در فوریهٔ ۲۰۱۹ لغو کرد. یکی از دلایل آمده برای لغو این برنامه، ممنوعیت اجباری چین برای فیلم‌هایی بود که زامبی و ارواح را به تصویر می‌کشند.

### پیش‌درآمد بدون عنوانمحله چینی‌ها
در نوامبر ۲۰۱۹، گزارش شد نتفلیکس قراردادی با فینچر و رابرت تاون بسته است تا فیلمنامهٔ آزمایشی سریال پیش‌درآمد محلهٔ چینی‌ها (۱۹۷۴) توسعه داده شود، با تمرکز بر نسخهٔ جوان‌تر شخصیت جی. جی. گیتس همان‌طور که او در شهری کار می‌کند که در آن «ثروتمندان و فساد گرفتار چیزهایی مانند زمین، نفت و دسته‌های جنایتکاران شده‌اند.» فینچر تأیید کرد که تا سال ۲۰۲۱ همچنان درگیر آن بوده است و در سال ۲۰۲۳، شایعاتی پخش شد مبنی بر اینکه هنری کویل برای نقشی در سریال قرارداد امضا کرده است.